# Optimaliseren (beleggen)

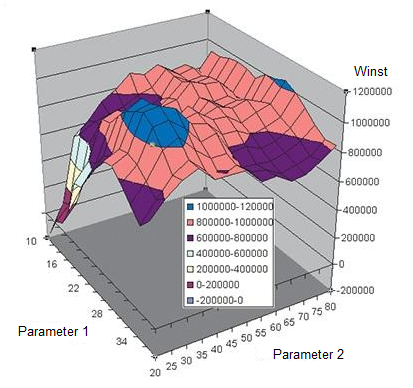
Optimalisatiegrafiek van een tradingsysteem in 3D

Optimaliseren is het proces om de parameters van een indicator of tradingsysteem zo aan te passen dat deze in een backtest met historische (koers)gegevens optimaal presteert. Optimaliseren is binnen de technische analyse niet onomstreden. Critici zijn van mening dat optimaliseren niets anders is dan het 'voorspellen' van het verleden. Dit verleden komt in diezelfde vorm zeer waarschijnlijk niet terug en het resultaat is het zogenaamde curve fitting. Voorstanders van optimaliseren betogen juist dat curve fitting kan worden voorkomen door de optimalisatie goed uit te voeren. Een op de juiste wijze uitgevoerde optimalisatie levert volgens de voorstanders een robuust systeem op, dat wordt geacht langer winstgevend te blijven in een veranderende markt.
De resultaten van een optimalisatie kunnen worden gevisualiseerd in een grafiek. In bijgaande 3D grafiek vormen de twee systeemparameters beide horizontale assen. De behaalde winst staat afgebeeld op de verticale as. De beste parametercombinaties worden vaak gevonden in gebieden met brede en afgevlakte toppen (het blauwe gebied in de grafiek).